# Estefanía Fernández
Estefanía Fernández (Mérida, 25 de junio de 1996) es una deportista española que compite en piragüismo en las modalidades de aguas tranquilas y maratón.
Ganó dos medallas en el Campeonato Mundial de Piragüismo de 2023 y una medalla de plata en el Campeonato Europeo de Piragüismo de 2025. Además, obtuvo una medalla de plata en el Campeonato Mundial de Piragüismo en Maratón de 2022, en la prueba de K1 en distancia corta.
Participó en los Juegos Olímpicos de París 2024, ocupando el sexto lugar en la prueba de K4 500 m.
Estudió Psicología en el Centro Especializado de Alto Rendimiento de Remo y Piragüismo de la Cartuja.

## Palmarés internacional
| Campeonato Mundial | Campeonato Mundial       | Campeonato Mundial | Campeonato Mundial |
| Año                | Lugar                    | Medalla            | Competición        |
| ------------------ | ------------------------ | ------------------ | ------------------ |
| 2023               | Duisburgo (Alemania)     | Medalla de oro     | K1 5000 m          |
| 2023               | Duisburgo (Alemania)     | Medalla de bronce  | K4 500 m           |
| Campeonato Europeo |                          |                    |                    |
| Año                | Lugar                    | Medalla            | Competición        |
| 2025               | Račice (República Checa) | Medalla de plata   | K4 500 m           |

| Campeonato Mundial | Campeonato Mundial       | Campeonato Mundial | Campeonato Mundial |
| Año                | Lugar                    | Medalla            | Competición        |
| ------------------ | ------------------------ | ------------------ | ------------------ |
| 2022               | Ponte de Lima (Portugal) | Medalla de plata   | K1 (DC)            |